# Arnold Rüütel
Arnold Rüütel, né le 10 mai 1928 à Pahavalla sur l'île de Saaremaa et mort le 31 décembre 2024 à Tallinn, est un homme d'État estonien qui dirige la république socialiste soviétique d'Estonie de 1983 à 1990 avant de devenir le premier chef de l'État de la république d'Estonie indépendante en 1990. Il exerce de nouveau du 8 octobre 2001 au 9 octobre 2006 en qualité de président de la République.

## Biographie
Après des études d'ingénieur agricole, il devient recteur de l'Académie estonienne d'agriculture. Entré au Parti communiste estonien, il en gravit tous les échelons, devenant membre du Comité central et président du Soviet suprême estonien. Dès 1990, il agit auprès de Moscou pour obtenir l'indépendance du pays, acquise en 1991.
Devenu l'un des leaders de la gauche, il participe à la fondation du Parti de l'union du peuple (agrarien, centre-gauche) qu'il préside et dont la base est surtout constituée par la paysannerie et les laissés pour compte de la course au progrès. Partisan de l'entrée de l'Estonie dans l'Union européenne et dans l'Organisation du traité de l'Atlantique nord (malgré les réticences de son parti), il succède à Lennart Meri en 2001 à la tête de l'État. Candidat à un second mandat lors de l'élection de 2006, il est battu par Toomas Hendrik Ilves.
Arnold Rüütel meurt le 31 décembre 2024 à l’âge de 96 ans.

## Distinctions
- Grand-croix avec collier de l'ordre de l'Infant Dom Henri (Portugal) en 2003.
- Européen de l'année, 2007
- Grand-croix de l'ordre de Saint-Olaf